# 森上千絵
森上 千絵（もりがみ ちえ、1972年3月18日 - ）は、日本の女優。
兵庫県川西市出身。兵庫県立宝塚北高等学校演劇科卒業。富良野塾8期生。

## 略歴・人物
兵庫県立宝塚北高等学校演劇科を卒業の後、ダンス専門学校を経て、倉本聰が主宰する富良野塾に入塾（8期生）。卒塾後は富良野を拠点に女優として活動し、舞台に加えてテレビドラマ、映画などにも出演する。
2004年には富良野塾OBによる演劇ユニットイレブン☆ナインの旗上げに加わる。
特技はクラシック・バレエ、ジャズダンス。

## 出演歴

### テレビドラマ
- あゝ離婚式
- 優しい時間 - 内村理々 役
- Dr.コトー診療所 - 山下道子 役
- Dr.コトー診療所2006 - 山下道子 役
- 木曜劇場 拝啓、父上様（2007年、フジテレビ） - 澄子 役
- 玩具の神様
- 木曜劇場 風のガーデン（2008年、フジテレビ） - 上原さゆり 役
- やすらぎの郷（2017年） - 菊村加奈子 役
- やすらぎの刻〜道（2019 - 2020年） - 菊村加奈子 役

### CM
- 北海道拓殖銀行
- ハイポネックスジャパン
- 協和発酵キリン

### 映画
- パッチギ（井筒和幸監督）

### 舞台
富良野塾
- ニングル
- 今日、悲別で…
- 屋根
- 走る
- オンディーヌを求めて
- 谷は眠っていた
- 地球、光りなさい!
- 歸國
- 明日、悲別で
- ノクターン

イレブンナイン
- 天国への会談
- エンギデモナイ
- やんなるくらい自己嫌悪
- あっちこっち佐藤さん

その他
- EASY LIAR!（納谷真大プロデュース）
- 中島みゆき夜会vol.8問う女 - ニマンロクセンエン 役
- 二人の天使
- 歸國（2010年）

### ラジオ
- イレブン☆ナインの一人放送部（ラジオふらの） - 週替わり出演